# Cololejeunea khanii
Cololejeunea khanii ist eine Lebermoos-Art aus der Familie Lejeuneaceae. Die Art ist selten und ein Endemit der Chittagong Hill Tracts in Bangladesch, wo sie als Epiphyt auf der Rinde von Laubbäumen lebt.

## Merkmale
Die bis 12 Millimeter langen gelbgrünen Pflanzen bilden auf ihrem Substrat niedergedrückte Rasen. Die unregelmäßig dicht verzweigten Stängel sind 1,4 bis 1,9 Millimeter breit und haben einen Stieldurchmesser von 70 bis 85 Mikrometer. Der Querschnitt enthält fünf bis sechs kortikale Zellen mit einer Größe von 17 bis 30 mal 20 bis 28 Mikrometer und eine medullare Zelle mit einer Größe von 24 mal 18 Mikrometer. Die oberschlächtigen doppellappigen Flankenblätter stehen in einem Winkel von 60° bis 90° zum Stängel. Die annähernd ovalen, leicht sichelförmigen Oberblätter haben eine Länge von 0,65 bis 1,0 Millimeter und eine Breite von 0,4 bis 0,5 Millimeter. Ihre dünnwandigen marginalen Blattzellen haben eine Größe von 9 bis 22 mal mal 8 bis 14 Mikrometer, die basalen von 30 bis 55 mal 17 bis 26 Mikrometer. Die blasenförmigen ovalen Unterblätter haben eine Länge von zwei Fünftel bis zwei Siebtel der Oberblätter. Die Stiele sind drei bis vier Zellen lang.
Cololejeunea khanii ist einhäusig. Das Archegonium hat eine Eizelle und ungleiche zweilappige Hüllblätter von 0,3 bis 0,5 Millimeter Länge und 0,17 bis 0,27 Millimeter Breite sowie von 0,25 bis 0,35 Millimeter Länge und 0,08 bis 0,15 Millimeter Breite. Die Perianthien sind obovoid (kopfstehend eiförmig) und stark abgeflacht mit drei Längskielen und abgerundeter Spitze, sie sind 0,46 bis 0,58 Millimeter lang und 0,56 bis 0,82 Millimeter breit.
Cololejeunea khanii ist Cololejeunea trichomanis sehr ähnlich, unterscheidet sich aber von dieser Art durch die Kiele der Perianthien, von denen zwei mit ausgeprägten hornartigen Auswüchsen versehen sind. Die Angabe Pierre Tixiers in seiner Erstbeschreibung, die Perianthien seien fünffach gefaltet, ist irreführend.

## Standortansprüche
Cololejeunea chittagongensis ist nur von der Rinde von Laubbäumen bekannt.

## Verbreitung
In der Erstbeschreibung wird als locus classicus ein Forsthaus in der Upazila Kaptai (22° 30′ 0″ N, 92° 13′ 0″ O) angegeben. Die Upazila Kaptai befindet sich im Distrikt Rangamati, Division Chittagong, in ihr befindet sich die Staumauer des Karnaphulistausees. Ein weiterer Fundort liegt im Tal des Sangu (22° 12′ 0″ N, 92° 7′ 0″ O), wo Cololejeunea khanii im schattigen Wald auf 120 Meter Höhe über dem Meeresspiegel auf den Zweigen von Zitrusbäumen gefunden wurde. Die Art ist ein Endemit Bangladeschs.

## Gefährdung und Schutz
Cololejeunea khanii ist sehr selten und gilt wegen ihres beschränkten Verbreitungsgebiets und wegen der anthropogenen Beeinträchtigung ihres Lebensraums als gefährdete Art.

## Systematik

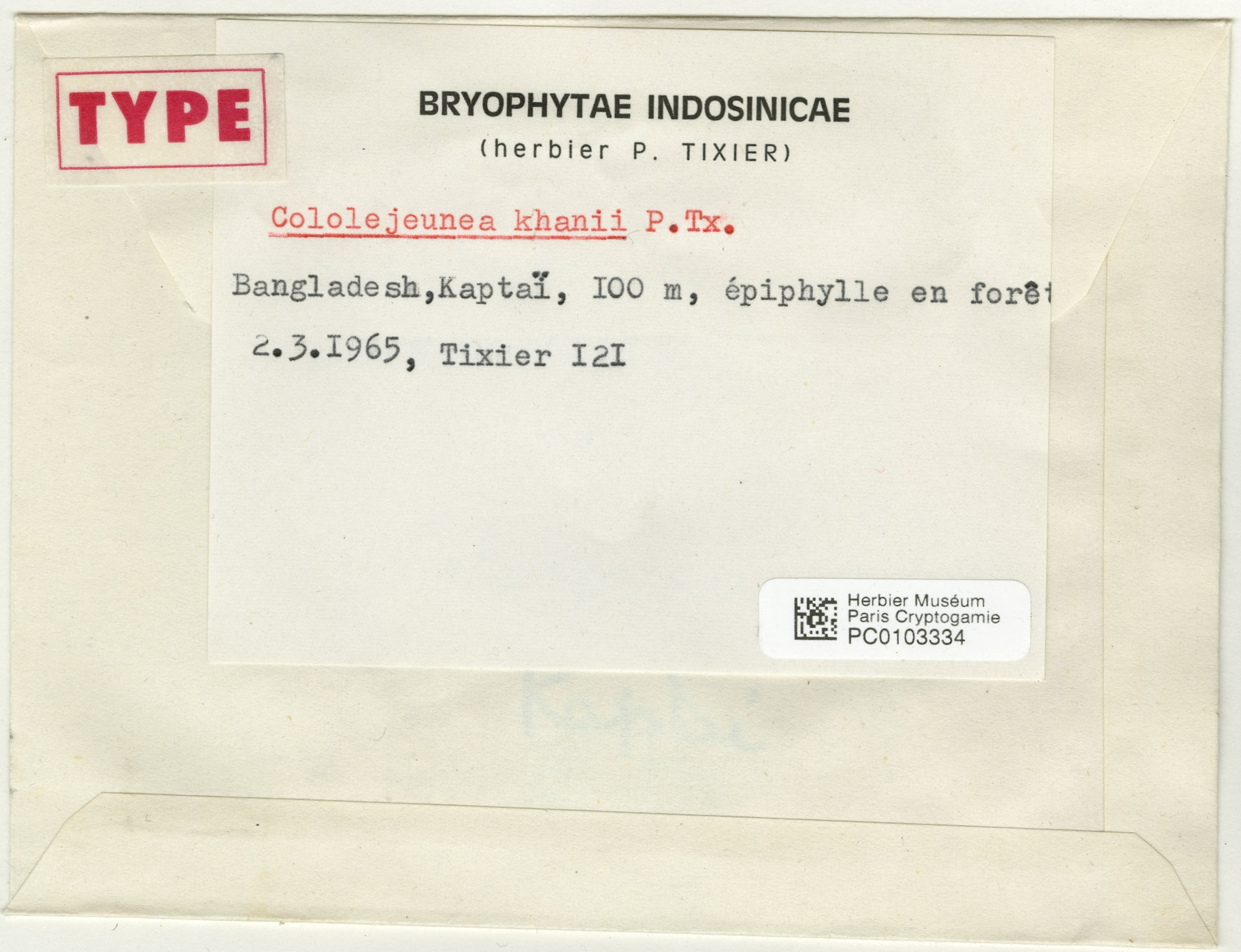
Karteikarte des Holotyp im Muséum national d’histoire naturelle, Paris

Die Familie Lejeuneaceae ist mit mehr als 1000 Arten in mehr als 90 Gattungen die umfangreichste Familie der Lebermoose und der Klasse Jungermanniopsida. In ihr ist Cololejeunea das Schwestertaxon zu Aphanolejeunea und die mit Abstand umfangreichste Gattung. Aufgrund der vielfach nur geringen morphologischen Unterschiede und der großen innerartlichen Variabilitäten ist die Gattung wie die ganze Familie taxonomisch schwierig zu bearbeiten.
Der Holotyp und mehrere weitere Exemplare von Cololejeunea khanii wurden zunächst in die persönliche Sammlung von Pierre Tixier aufgenommen. Heute befinden sie sich in der Sammlung des Muséum national d’histoire naturelle in Paris.